# Isle of Bute
Bute ist eine Insel im Meeresarm Firth of Clyde im Südwesten Schottlands. Sie liegt nördlich der Isle of Arran. Bute gehörte zur traditionellen Grafschaft Buteshire. Heute ist sie Teil der Council Area Argyll and Bute.

## Geographie

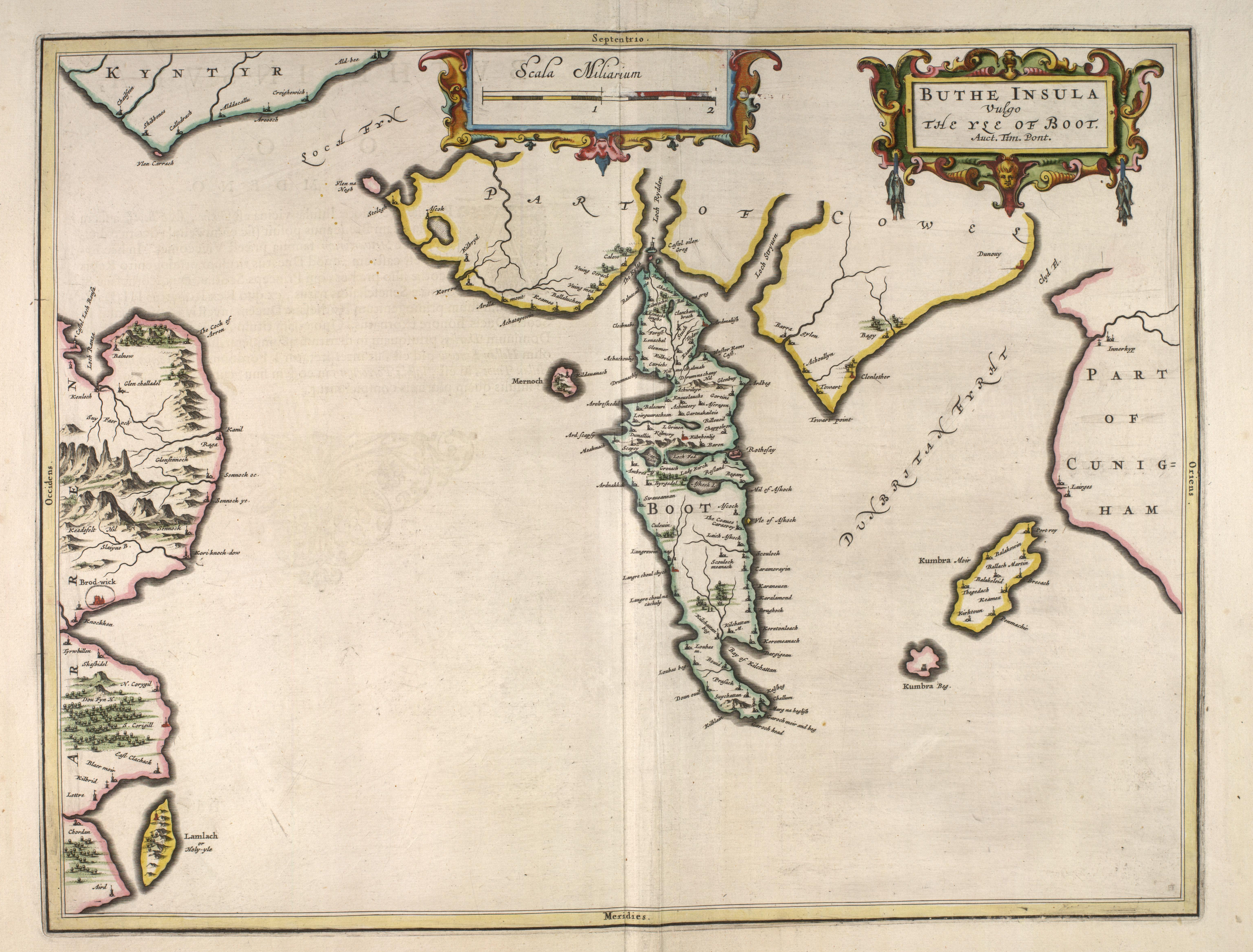
Bute auf einer Karte von Joan Blaeu, 1654

Bute ist etwa 24 Kilometer lang und 8 Kilometer breit und weist eine Fläche von 122,17 km² auf. Sie ist durch die an der engsten Stelle nur gut dreihundert Meter breite Meeresstraße Kyles of Bute von der Halbinsel Cowal getrennt. Der nördliche Teil ist relativ hügelig (höchste Erhebung: Windy Hill, 273 m) und stark bewaldet. Der wesentlich flachere südliche Teil wird landwirtschaftlich genutzt. Hier finden sich auch einige Seen, von denen Loch Fad, Loch Ascog und Loch Quien die drei größten sind. Die beiden Teile sind durch die Highland Boundary Fault (etwa „Highlands-Grenzverwerfung“) getrennt.
Zum Zensus 2011 hatte die Insel 6498 Einwohner. Einzige Stadt ist Rothesay mit über 4000 Einwohnern; die Stadt liegt etwa in der Mitte der Ostküste. Zu den weiteren Ortschaften gehören Rhubodach, Kilchattan Bay, Kingarth und Port Bannatyne, ebenfalls an der Ostküste gelegen.

## Geschichte
Im Jahre 1703 begründete Königin Anne den Titel eines Earl of Bute, der an ein Mitglied einer Seitenlinie der Königsdynastie Stuart vergeben wurde. 1796 erhob König Georg III. diesen zum Marquess of the County of Bute. Heute führt der ehemalige Rennfahrer Sir John Colum Crichton-Stuart unter seinen insgesamt 15 Adelstiteln auch diejenigen des 10. Earl of Bute und des 7. Marquess of Bute.

## Wirtschaft und Verkehr
Landwirtschaft und Tourismus sind die Haupteinnahmequellen der Inselbewohner, aber auch Forstwirtschaft und Fischerei spielen eine Rolle.
Zwei Fährlinien der Gesellschaft Caledonian MacBrayne verbinden die Insel mit dem Festland:
- Rothesay–Wemyss Bay
- Rhubodach–Colintraive

## Sehenswürdigkeiten
- Rothesay Castle in Rothesay

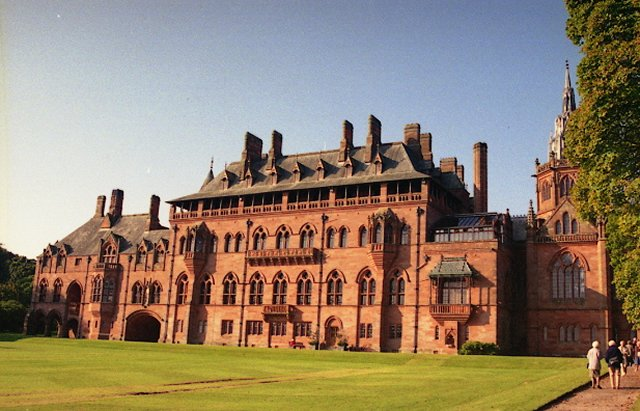
Mount Stuart House

- Michael’s Grave Rest eines Clyde tombs
- Mount Stuart House
- St Blane’s Chapel bei Kingarth
- Steinkreis St Colmac Cottages
- Frühgeschichtliche Bauwerke in der Umgebung von St. Blane’s Chapel:

Die felsige Landspitze ein Kilometer westlich der St. Blane’s Chapel wird von den Überresten der Befestigung Dunagoil beherrscht. Die Funde der Ausgrabung sind im Bute Museum in Rothesay zu sehen. Zwischen dem Hügel Little Dunagoil und dem Hauptmassiv liegt eine große Steinkiste, die ursprünglich von einem Steinhügel bedeckt war. Es gibt auch einfache Gräber aus der Jungsteinzeit. Das Erdwerk Cnoc An Rath befindet sich in der Nähe von Port Bannatyne.